# Chrioloba olivescens
Chrioloba olivescens là một loài bướm đêm trong họ Geometridae.